# Josef Müller (Kunsthistoriker)
Josef Müller (* 22. März 1889 in Abensberg, Niederbayern; † 4. Juli 1976 in Aichach, Schwaben) war ein deutscher Kunsthistoriker und Archivar.
Joseph Müller besuchte das Klostergymnasium Metten und studierte anschließend an der Universität München Klassische Philologie, Kunstgeschichte und Klassische Archäologie sowie Geschichte und historische Hilfswissenschaften. Sein Studium wurde 1914 bis 1918 durch die Teilnahme am Ersten Weltkrieg unterbrochen, 1920 wurde er im Fach Kunstgeschichte bei Heinrich Wölfflin promoviert. Nach einem Volontariat am Bayerischen Nationalmuseum 1920/21 wurde er ab April 1921 Mitarbeiter der Redaktion des Allgemeinen Lexikons der Bildenden Künstler von der Antike bis zur Gegenwart in Leipzig. Im Mai 1929 wurde er Leiter der Stadtgeschichtlichen Sammlungen im Schloßbergmuseum in Chemnitz. Von Januar 1931 bis 1934 leitete er auch das Stadtarchiv. Zum 1. August 1934 wurde er zusätzlich Leiter der Städtischen Kunstsammlungen Chemnitz. 1938 wurde er dazu wieder Leiter des Stadtarchivs. 1939 wurde er als Offizier zum Militärdienst eingezogen. 1945 nach Chemnitz zurückgekehrt, nahm er zunächst seine Tätigkeit wieder auf, kam dann aber für vier Jahre in das sowjetische Speziallager Nr. 2 Buchenwald, ohne dass ihm irgendwelche Vergehen vorgeworfen wurden. Zum 1. November 1950 wurde er erneut als Leiter der stadtgeschichtlichen Sammlung in Chemnitz eingestellt, zum 1. Oktober 1953 wurde er Leiter der Städtischen Museen Chemnitz. Ende 1957 trat er in den Ruhestand. 1960 zog er mit seiner Familie wieder nach Bayern, zunächst nach Deggendorf, 1966 nach Aichach, wo er zur Stadtgeschichte forschte.

## Veröffentlichungen (Auswahl)
- Studien über die Plastik des 13. Jahrhunderts im altbayerischen Stammesgebiet. Dissertation München 1920.
- Ein vergessener Chemnitzer Maler Friedrich Gottlob Schreiber 1809–1888. Katalog zur Ausstellung der Werke des Künstlers. Ein Beitrag zur Kulturgeschichte der Stadt Chemnitz. Chemnitz 1952.
- Deutsche Bildhauerkunst aus 8 Jahrhunderten. Katalog zur Plastik-Abteilung des Schloßberg-Museums Karl-Marx-Stadt. Karl-Marx-Stadt 1954
- mit Paul Happach: "Kempnitz" zur Zeit Dr. Georg Agricolas. Forschungsergebnisse aus dem Stadtarchiv Karl-Marx-Stadt. Karl-Marx-Stadt 1955.
- Honoré Daumier 1808–1879. Zur Daumier-Sammlung im Graphik-Kabinett der Städtischen Kunstsammlungen 1958. Karl-Marx-Stadt 1957.
- Zur Geschichte der Herrschaft und Burg Rabenstein (= Beiträge zur Heimatgeschichte von Karl-Marx-Stadt 9). Karl-Marx-Stadt 1961.
- Aichach einst und jetzt. Aichach 1968, 2. Auflage 1972, 3. Auflage 1997.